# Адмирал Ушаков (броненосец)
«Адмирал Ушаков» — русский броненосец береговой обороны, второй в серии из трёх кораблей («Адмирал Ушаков» «Адмирал Сенявин», «Генерал-адмирал Апраксин»)

## Строительство
В начале 1892 года были заложены два броненосца береговой обороны. Один на Балтийском заводе, другой в малом каменном эллинге Нового Адмиралтейства. По сложившейся традиции право выбора названий двух новых кораблей было предоставлено Александру III. В докладе по ГМШ от 24 августа 1892 года, подписанным генерал-адмиралом, императору представили пять возможных вариантов: «Адмирал Лефорт», «Граф Орлов-Чесменский», «Адмирал Кроун», «Адмирал Ушаков» и «Адмирал Сенявин». Император выбрал два последних названия. Главным строителем броненосцев был старший помощник судостроителя М. К. Яковлев, затем его сменил младший судостроитель П. П. Михайлов.
В 1895 году в освободившемся доке после спуска на воду броненосца «Сисой Великий» был заложен ещё один однотипный броненосец. Он был назван «Генерал-адмирал Апраксин». В проект последнего корабля серии были внесены некоторые изменения, как в состав и расположение артиллерии (кормовая башня была одноорудийной, с рекордным для своего времени углом возвышения орудий в 35°, изменён состав и расположение противоминной артиллерии), а также несколько усовершенствовано бронирование. Кроме того, корабль получил несколько усовершенствованные орудия главного калибра.

## Служба
С 1895 года на корабле держал свой брейд-вымпел Главный инспектор Морской артиллерии контр-адмирал Де Ливрон Борис Карлович.
18 октября 1902 года броненосец береговой обороны «Адмирал Ушаков» принял под командование капитан 1-го ранга В. Н. Миклуха. Под его началом броненосец участвовал в походе на Дальний Восток в составе кораблей адмирала Н. И. Небогатова.
В первый день Цусимского сражения оказался под огнём японских кораблей, стрелявших по броненосцу «Император Александр III». Корабль получил две подводные пробоины, вышло из строя одно 120-мм орудие. Одну пробоину не удалось заделать, в результате чего был затоплен отсек трюма. Скорость упала до 10 узлов, но броненосец остался в строю.
Ночью корабль отстал от основного отряда кораблей и избежал атак японских миноносцев. Утром было решено прорываться к Владивостоку, но по пути корабль встретился с японскими броненосными крейсерами «Ивате» и «Якумо», огневая мощь которых в несколько раз превосходила возможности «Адмирала Ушакова». В ответ на предложение сдаться командир броненосца приказал открыть огонь. После получасового неравного боя броненосец получил тяжёлые повреждения и был затоплен экипажем. Японцы, ожесточённые видом гибели корабля с развевающимся до конца Андреевским флагом, который казался им лёгким призом, вымещали свою досаду на беспомощно плававших людях, осыпая их снарядами с расстояния в 40—50 кабельтовых. Только спустя уже значительное время после затопления броненосца «Адмирал Ушаков» подошли японские крейсера стали подбирать со шлюпок уцелевшую команду. По рассказам оставшихся в живых, многие из членов команды погибли от холода, окоченев и обессилев от долгого пребывания в воде, или некоторые, потеряв надежду на спасение, сами отвязывались от спасательных кругов и «добровольно отдавались смерти». Точных данных об обстоятельствах смерти командира капитана 1-го ранга В. Н. Миклухи не имеется: кто видел его бросавшимся в воду последним с «Адмирала Ушакова», кто плававшим на спасательном круге, но уже мёртвым, кто утверждает, что его не подобрали за неимением места на шлюпках. По словам японских газет, В. Н. Миклуха сам отказался от помощи и указал на гибнувшего рядом матроса. Из команды броненосца погибли 7 офицеров (в том числе и командир), 3 кондуктора и 84 унтер-офицера и матроса.
По японским данным, последний бой броненосца «Адмирал Ушаков» произошёл в 60 милях к западу от острова Оки. Корабль скрылся под водой около 10 ч. 50 мин. 15 мая 1905 года. Координаты гибели: 37°02′23″ с. ш. 133°16′00″ в. д..
По возвращении из плена все кондукторы, унтер-офицеры и матросы «Адмирала Ушакова» за коллективный подвиг в бою с превосходящими силами противника получили Георгиевские кресты. При этом 298 человек наградили крестами 4-й, а 27 наиболее отличившихся — сразу 3-й степени. Офицеров наградили значительно позднее — только в январе 1907 года все они получили ордена Святого Владимира 4-й степени с мечами и бантом.

## Командиры
- хх.01.1893 — хх.09.1893 — капитан 1-го ранга Бирилёв, Алексей Алексеевич
- 04.09.1893 — 23.05.1894 — капитан 1-го ранга Невражин, Александр Васильевич
- 23.05.1894 — 06.12.1894 — капитан 1-го ранга Паренаго, Александр Николаевич
- 06.12.1894 — 26.01.1898 — капитан 1-го ранга Шестаков, Александр Павлович
- 26.01.1898 — хх.03.1900 — капитан 1-го ранга Андреев, Константин Матвеевич
- 13.03.1900 — хх.09.1902 — капитан 1-го ранга Храбростин, Александр Николаевич
- 09.1902-12.1904 — капитан 1-го ранга Миклуха, Владимир Николаевич
  - 12.1904-01.1905 — капитан 2-го ранга Барщ, Витольд Людвигович (и. о.)
- 12.1904-05.1905 — капитан 1-го ранга Миклуха, Владимир Николаевич

## Офицерский состав на момент Цусимского сражения
- Командир Капитан 1 ранга В. Н. Миклуха — погиб
- Старший офицер Капитан 2 ранга А А. Мусатов (р. 1860) — погиб
- Ревизор Мичман А. А. фон Транзе
- Минный офицер Лейтенант Б. К. Жданов — погиб
- Старший артиллерийский офицер Лейтенант А. А. Гаврилов — сошёл на берег по болезни в Танжере 22.02.1905
- Старший артиллерийский офицер Лейтенант Н. Н. Дмитриев
- Младший артиллерийский офицер, командир кормовой башни Лейтенант А. П. Гезехус
- Старший штурманский офицер Лейтенант Е. А. Максимов
- Младший штурманский офицер Юнкер флота (с 7.02.1905 Мичман) Я. В. Сипягин
- Вахтенный начальник, командир носовой башни Лейтенант Д. Д. Тыртов
- Вахтенный начальник, командир левой 120-мм батареи Мичман В. В. Голубев
- Вахтенный начальник, командир правой 120-мм батареи Мичман И. А. Дитлов
- Вахтенный офицер Прапорщик по морской части Э. И. Зорич — погиб
- Старший судовой механик Капитан КИМФ. Ф. А. Яковлев — погиб
- Помощник старшего судового механика Поручик КИМФ Н. Е. Трубицын — погиб
- Трюмный механик Поручик КИМФ Л. Ф. Джелепов
- Младший судовой механик Прапорщик по механической части А. И. Краснов
- Судовой врач Коллежский асессор Я. Н. Младенцев (списан по болезни 22.03.1905)
- Судовой врач Лекарь П. В. Бодянский
- Комиссар по юридической части Коллежский регистратор П. А. Михеев — погиб
- Судовой священник Иеромонах отец Иона